# La Rochette, Charente
La Rochette är en kommun i departementet Charente i regionen Nouvelle-Aquitaine i västra Frankrike. Kommunen ligger  i kantonen La Rochefoucauld som ligger i arrondissementet Angoulême. År 2022 hade La Rochette 525 invånare.

## Befolkningsutveckling
Antalet invånare i kommunen La Rochette
Referens:INSEE